# إغدير
مدينة إغدير (بالكردية: Îdir، أيضًا Reşqelas‏) هي عاصمة محافظة إغدير تقع في شرق تركيا ويبلغ تعداد سكانها حوالي 59,880 نسمة تقع بالقرب من أرمينيا وأذربيجان وإيران.

## المناخ
يظهر الجدول التالي التغييرات المناخية على مدار السنة لإغدير:
| البيانات المناخية لـإغدير                            | البيانات المناخية لـإغدير | البيانات المناخية لـإغدير | البيانات المناخية لـإغدير | البيانات المناخية لـإغدير | البيانات المناخية لـإغدير | البيانات المناخية لـإغدير | البيانات المناخية لـإغدير | البيانات المناخية لـإغدير | البيانات المناخية لـإغدير | البيانات المناخية لـإغدير | البيانات المناخية لـإغدير | البيانات المناخية لـإغدير | البيانات المناخية لـإغدير |
| الشهر                                                | يناير                     | فبراير                    | مارس                      | أبريل                     | مايو                      | يونيو                     | يوليو                     | أغسطس                     | سبتمبر                    | أكتوبر                    | نوفمبر                    | ديسمبر                    | المعدل السنوي             |
| ---------------------------------------------------- | ------------------------- | ------------------------- | ------------------------- | ------------------------- | ------------------------- | ------------------------- | ------------------------- | ------------------------- | ------------------------- | ------------------------- | ------------------------- | ------------------------- | ------------------------- |
| الدرجة القصوى °م (°ف)                                | 18.3 (64.9)               | 18.4 (65.1)               | 27.0 (80.6)               | 33.4 (92.1)               | 35.0 (95.0)               | 38.0 (100.4)              | 41.5 (106.7)              | 42.0 (107.6)              | 37.8 (100.0)              | 33.0 (91.4)               | 25.2 (77.4)               | 22.2 (72.0)               | 42.0 (107.6)              |
| متوسط درجة الحرارة الكبرى °م (°ف)                    | 2.1 (35.8)                | 5.2 (41.4)                | 12.7 (54.9)               | 19.6 (67.3)               | 24.4 (75.9)               | 29.3 (84.7)               | 33.3 (91.9)               | 33.0 (91.4)               | 28.8 (83.8)               | 21.3 (70.3)               | 12.9 (55.2)               | 5.2 (41.4)                | 19.0 (66.2)               |
| المتوسط اليومي °م (°ف)                               | −3.3 (26.1)               | −0.5 (31.1)               | 6.4 (43.5)                | 13.1 (55.6)               | 17.7 (63.9)               | 22.1 (71.8)               | 25.8 (78.4)               | 25.1 (77.2)               | 19.9 (67.8)               | 12.7 (54.9)               | 5.7 (42.3)                | −0.1 (31.8)               | 12.0 (53.7)               |
| متوسط درجة الحرارة الصغرى °م (°ف)                    | −7.9 (17.8)               | −5.5 (22.1)               | 0.3 (32.5)                | 6.4 (43.5)                | 10.6 (51.1)               | 14.4 (57.9)               | 18.1 (64.6)               | 17.4 (63.3)               | 12.3 (54.1)               | 6.2 (43.2)                | 0.3 (32.5)                | −4.3 (24.3)               | 5.7 (42.2)                |
| أدنى درجة حرارة °م (°ف)                              | −27.2 (−17.0)             | −28.0 (−18.4)             | −22.2 (−8.0)              | −7.6 (18.3)               | 0.1 (32.2)                | 2.4 (36.3)                | 8.0 (46.4)                | 8.6 (47.5)                | 1.6 (34.9)                | −7.0 (19.4)               | −13.5 (7.7)               | −30.2 (−22.4)             | −30.2 (−22.4)             |
| الهطول مم (إنش)                                      | 13.6 (0.54)               | 17.2 (0.68)               | 20.7 (0.81)               | 37.3 (1.47)               | 47.9 (1.89)               | 33.2 (1.31)               | 14.9 (0.59)               | 10.5 (0.41)               | 11.1 (0.44)               | 24.6 (0.97)               | 16.8 (0.66)               | 12.8 (0.50)               | 260.6 (10.27)             |
| متوسط أيام هطول الأمطار                              | 6.3                       | 6.8                       | 7.2                       | 11.8                      | 14.8                      | 10.6                      | 5.9                       | 4.2                       | 3.9                       | 8.3                       | 6.4                       | 6.2                       | 92.4                      |
| متوسط الرطوبة النسبية (%)                            | 75                        | 71                        | 54                        | 52                        | 59                        | 52                        | 48                        | 48                        | 55                        | 61                        | 68                        | 74                        | 60                        |
| ساعات سطوع الشمس الشهرية                             | 80.6                      | 112.0                     | 167.4                     | 180.0                     | 235.6                     | 288.0                     | 316.2                     | 303.8                     | 261.0                     | 198.4                     | 132.0                     | 77.5                      | 2٬352٫5                   |
| المصدر #1: Devlet Meteoroloji İşleri Genel Müdürlüğü |                           |                           |                           |                           |                           |                           |                           |                           |                           |                           |                           |                           |                           |
| المصدر #2: Weatherbase                               |                           |                           |                           |                           |                           |                           |                           |                           |                           |                           |                           |                           |                           |

## توأمة
لإغدير اتفاقيات توأمة مع كل من:
- شماخى
- شرور